# Saint-Laurent-de-Cognac
 Saint-Laurent-de-Cognac  es una población y comuna francesa, en la región de Poitou-Charentes, departamento de Charente, en el distrito de Cognac y cantón de Cognac-Sud.

## Demografía
| 665 | 670 | 726 | 804 | 921 | 923 |
| Para los censos de 1962 a 1999 la población legal corresponde a la población sin duplicidades (Fuente: INSEE [Consultar]) |     |     |     |     |     |